# Gariès
Gariès – miejscowość i gmina we Francji, w regionie Oksytania, w departamencie Tarn i Garonna.
Według danych na rok 1990 gminę zamieszkiwało 112 osób, a gęstość zaludnienia wynosiła 8 osób/km² (wśród 3020 gmin regionu Midi-Pireneje Gariès plasuje się na 951. miejscu pod względem liczby ludności, natomiast pod względem powierzchni na miejscu 822.).